# Atlapetes albinucha
Tico-tico-de-nuca-branca ou tico-tico-de-coroa-branca (Atlapetes albinucha) é uma espécie de ave da família Fringillidae.
Pode ser encontrada nos seguintes países: Colômbia, Costa Rica, El Salvador, Guatemala, Honduras, México, Nicarágua e Panamá.
Os seus habitats naturais são: regiões subtropicais ou tropicais húmidas de alta altitude, matagal tropical ou subtropical de alta altitude e florestas secundárias altamente degradadas.